# Leslie La Penna
Leslie James La Penna (Roma, 13 maggio 1954) è un doppiatore e direttore del doppiaggio italiano.

## Carriera
Esordisce nel doppiaggio all'età di 11 anni. Lavora presso la Royfilm, per cui ha diretto il doppiaggio italiano di film e serie TV (principalmente produzioni Disney). Come doppiatore è noto soprattutto per essere la voce italiana del cane Brian ne I Griffin.

## Vita privata
Sposato e padre dei 2 figli Luca e Leonardo La Penna, anche loro doppiatori.

## Doppiaggio

### Film
- Bill Murray in Ghostbusters: Legacy, Ghostbusters - Minaccia glaciale
- Gérard Depardieu in Asterix & Obelix al servizio di Sua Maestà
- Rutger Hauer in Amelia Earheart
- Richard Gere in Rapsodia in agosto
- Jason Flemyng in Gemma Bovery
- Tim Curry in Ladri di cadaveri - Burke & Hare
- F. Murray Abraham ne Il caso Dozier
- Saul Rubinek in Kill Me Please
- Helmut Berger ne Il violinista del diavolo
- Michael Jordan in Looney Tunes Back in Action
- David Warbeck in Fatal Frames - Fotogrammi mortali
- John Steiner in Troppo forte
- Geoffrey Carey ne I re e la regina
- Sydney Pollack in Un po' per caso, un po' per desiderio
- Jeffrey Tambor in Killing Mrs. Tingle[2] (ridoppiaggio)
- Tinto Brass in Fermo posta Tinto Brass
- Joshua Ovenshire in Pupazzi senza gloria
- Don Doby in A me mi piace
- Lee Perry in Furiosa: A Mad Max Saga

### Film d'animazione
- Kasim in Alì Babà
- Monstar Pound in Space Jam
- Lumière in Il bianco Natale di Topolino - È festa in casa Disney, La bella e la bestia (scene aggiunte), Cip & Ciop agenti speciali
- Brian Griffin ne La storia segreta di Stewie Griffin
- Babe Ruth in Piccolo grande eroe
- Aspro Bill e Ih-Oh in Ralph spacca Internet
- Clyde il cavallo ne Il ritorno di Mary Poppins
- Ang Tsering ne La vetta degli dei

### Serie televisive
- Kevin Dunn in Prison Break

### Cartoni animati
- Voce fuori campo in Mickey Mouse Works, House of Mouse - Il Topoclub, Topolino, Topolino - La casa del divertimento, Mini cuccioli, Mini cuccioli e i DinoCuccioli
- Pluto ne La casa di Topolino (st. 4-5), Topolino, Topolino - Strepitose avventure, Topolino - La casa del divertimento[3]
- Coboldo, Alchimista, Uomo Lupo, Urca l'Orco, Lord dei Paladini, Shalott, Capo dei Troll, Drago Custode, Unicorno e Drago Sputafuoco ne Le storie di Farland
- Bobo e Zoot ne I Muppet
- Andrey Kalinin in Full Metal Panic!, Full Metal Panic? Fumoffu, Full Metal Panic! The Second Raid
- Zoot in The Muppets Mayhem Band
- Lumière, Romeo, carta da gioco e Roy E. Disney in House of Mouse - Il Topoclub[4]
- Brian Griffin ne I Griffin[5], American Dad e The Cleveland Show
- Signor Bigby e signor McGrugno in Topolino - Strepitose avventure
- Fred Flintstone (5° voce) ne Gli antenati e I Griffin
- Uomo Nero ne Le Superchicche
- Willie il gigante ne La casa di Topolino e Topolino - La casa del divertimento
- Prete in The Cleveland Show
- Burger Bass in DuckTales
- Lord Brudo in Marco e Star contro le forze del male
- Voce narrante in Pocoyo (da stagione 3)

### Videogioco
- Compare Orso in Disneyland Adventures[6]
- Bertrand il macchinista in Epic Mickey 2: L'avventura di Topolino e Oswald[7]
- Alcuni personaggi maschili in Rabbids: Go Home

## Direzione del doppiaggio
- Caccia al cucciolo[8]
- Epic Mickey - La leggendaria sfida di Topolino[9]
- Epic Mickey 2: L'avventura di Topolino e Oswald[7]
- Mini Cuccioli
- I Griffin (st. 19)
- The Muppets Mayhem Band
- Mini cuccioli e i DinoCuccioli
- Le Superchicche
- La sirenetta - Quando tutto ebbe inizio